# L'amante casta
L'amante casta (Die keusche Geliebte) è un film del 1940 diretto da Viktor Tourjansky.

## Produzione
Il film fu prodotto dall'Universum Film (UFA).

## Distribuzione
Distribuito dall'Universum Film (UFA), uscì nelle sale cinematografiche tedesche il 27 dicembre 1940.